# Jane Shelby Richardson
Pour les articles homonymes, voir Richardson.

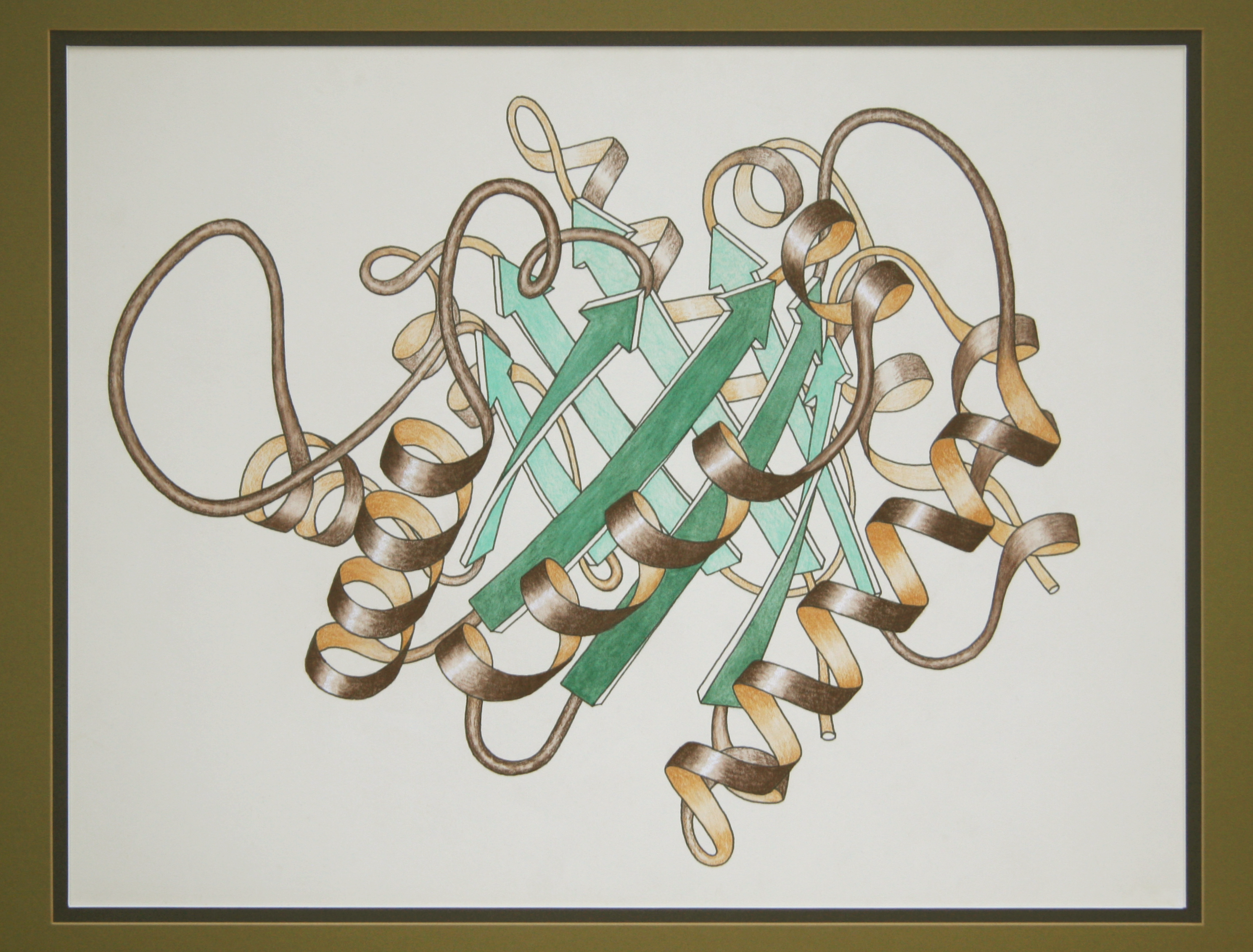
Diagramme ruban de la Triose-phosphate isomérase, dessin de Jane Richardson.

Jane Shelby Richardson (née le 21 janvier 1941 à Teaneck (New Jersey)) est une biophysicienne américaine surtout connue pour le développement des diagrammes ruban, une méthode de représentation de la structure 3D des protéines, diagrammes qui sont devenus une représentation standard des structures des protéines,. Jane Richardson est professeur de biochimie à l'université Duke.

## Biographie
Richardson,, encore étudiante à la Teaneck High School, obtient le troisième prix du Westinghouse Science Talent Search en 1958 en déterminant l'orbite de Spoutnik à partir de ses propres observations. Elle étudie au Swarthmore College et à l'université Harvard où elle obtient un master en 1966. Elle suit son mari David C. Richardson, qui à l'époque faisait son doctorat au MIT, en tant qu'assistante pour l'analyse de la structure des rayons X. Ses recherches se sont concentrées sur la détermination de la structure des protéines.
Le couple s'est ensuite installé à l'université Duke, où elle a occupé divers postes universitaires. Au début des années 1980, elle a commencé à dessiner les modèles de protéines bande comme méthode d'interprétation de la structure des protéines,,. En 1985, elle a reçu un MacArthur Fellowship. Elle a été élue membre de l'Académie nationale des sciences, de l'Académie américaine des arts et des sciences et de l'Académie américaine de médecine. En 2012, elle a été élue Fellow de l'American Crystallographic Association et, pendant un an, elle a été présidente de la Biophysical Society. En 2019, elle a reçu le Prix Alexander Hollaender en biophysique.

## Prix et distinctions
- 1958: Troisième place du concours Westinghouse Science Talent Search, qui s'appelle maintenant le Intel International Science and Engineering Fair[1].
- 1985: Bourse MacArthur[10],[11],[12]
- 1991: Membre de la National Academy of Sciences[1],[13],[12],[14].
- 2001 : Prix Emily Gray de la Biophysical Society[15]
- 2006: Membre de l'Académie nationale de médecine[4],[16]
- 2012: Fellow de l'American Crystallographic Association (en)[17],[18]
- 2012 - 2013: Présidente de la Biophysical society (en)[19]
- 2019: Prix Alexander-Hollaender en biophysique[13]

## Publications (sélection)

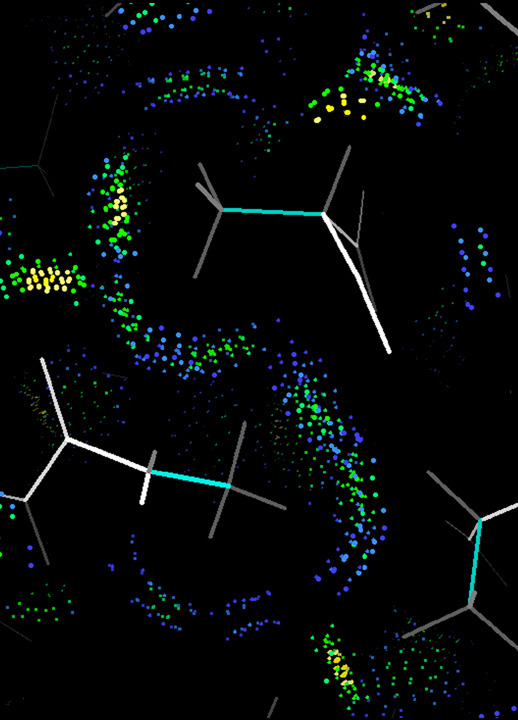
Points de contact All-atoms pour deux résidus Ala.

### Articles les plus cités d'après Web of Science
- (en) Davis IW, Leaver-Fay A, Chen VB, Block JN, Kapral GJ, Wang X, Murray LW, Arendall WB, Snoeyink J, Richardson JS, Richardson DC, « MolProbity: All-Atom Contacts and Structure Validation for Proteins and Nucleic Acids », Nucleic Acids Research, vol. 35, no Web Server issue,‎ 2007, W375–83 (PMID 17452350, PMCID 1933162, DOI 10.1093/nar/gkm216)
- (en) Adams PD, Afonine PV, Bunkóczi G, Chen VB, Davis IW, Echols N, Headd JJ, Hung LW, Kapral GJ, Grosse-Kunstleve RW, McCoy AJ, Moriarty NW, Oeffner R, Read RJ, Richardson DC, Richardson JS, Terwilliger TC, Zwart PH, « PHENIX: a comprehensive Python-based system for macromolecular structure solution », Acta Crystallographica. Section D, Biological Crystallography, vol. 66, no Pt 2,‎ février 2010, p. 213–21 (PMID 20124702, PMCID 2815670, DOI 10.1107/S0907444909052925)
- (en) Chen VB, Arendall WB, Headd JJ, Keedy DA, Immormino RM, Kapral GJ, Murray LW, Richardson JS, Richardson DC, « MolProbity: all-atom contacts and structure validation for proteins and nucleic acids. », Acta Crystallogr D Biol Crystallogr, vol. 66, no 1,‎ 2010, p. 12–21 (PMID 20057044, PMCID 2803126, DOI 10.1107/S0907444909042073)
- (en) Adams PD, Afonine PV, Bunkóczi G, Chen VB, Echols N, Headd JJ, Hung LW, Jain S, Kapral GJ, Grosse Kunstleve RW, McCoy AJ, Moriarty NW, Oeffner RD, Read RJ, Richardson DC, Richardson JS, Terwilliger TC, Zwart PH, « The Phenix software for automated determination of macromolecular structures », Methods, vol. 55, no 1,‎ septembre 2011, p. 94–106 (PMID 21821126, PMCID 3193589, DOI 10.1016/j.ymeth.2011.07.005)
- (en) Dunkle JA, Wang L, Feldman MB, Pulk A, Chen VB, Kapral GJ, Noeske J, Richardson JS, Blanchard SC, Cate JH, « Structures of the bacterial ribosome in classical and hybrid states of tRNA binding », Science, vol. 332, no 6032,‎ mai 2011, p. 981–4 (PMID 21596992, PMCID 3176341, DOI 10.1126/science.1202692, Bibcode 2011Sci...332..981D)
- (en) Williams CJ, Headd JJ, Moriarty NW, Prisant MG, Videau LL, Deis LN, Verma V, Keedy DA, Hintze BJ, Chen VB, Jain S, Lewis SM, Arendall WB, Snoeyink J, Adams PD, Lovell SC, Richardson JS, Richardson DC, « MolProbity: More and better reference data for improved all-atom structure validation », Protein Science, vol. 27, no 1,‎ janvier 2018, p. 293–315 (PMID 29067766, PMCID 5734394, DOI 10.1002/pro.3330)

### Autres publications
- (en) Jane S. Richardson et David C. Richardson, « The de novo design of protein structures », Trends in Biochemical Sciences, vol. 14, no 7,‎ 1989, p. 304–309 (ISSN 0968-0004, DOI 10.1016/0968-0004(89)90070-4)
- (en) Jane S. Richardson et David C. Richardson, The Kinemage Supplement to Introduction to Protein Structure : CD-ROM, New York, Garland, 1999 (ISBN 978-0815333265).
- (coéditrice) Molecular structures in biology, Oxford University Press 1993  (ISBN 9780198547716)